# Bánh bột lọc
Bánh bột lọc là một món ăn truyền thống của Việt Nam, có nguồn gốc từ Huế. Món bánh này phổ biến ở Hà Nội, Nam Định, các tỉnh miền Trung như Nghệ An, Đà Nẵng, và đặc biệt là Huế. Đây không chỉ là một món ăn vặt mà còn mang đậm giá trị văn hóa và lịch sử của người Việt.

## Lịch sử và nguồn gốc
Bánh bột lọc xuất phát từ Huế, kinh đô của triều đại Nguyễn, và gắn liền với ẩm thực cung đình. Món ăn này được cho là đã tồn tại hàng trăm năm, ban đầu phục vụ vua chúa và tầng lớp quý tộc, thể hiện sự tinh tế và khéo léo trong chế biến. Ngày nay, bánh bột lọc đã trở thành biểu tượng ẩm thực miền Trung, lan tỏa khắp Việt Nam và cả cộng đồng người Việt ở nước ngoài.

## Thành phần và cách làm
Bánh bột lọc được làm từ bột năng (tinh bột sắn), tạo nên lớp vỏ dai, trong suốt đặc trưng. Nhân bánh truyền thống gồm tôm tươi và thịt ba rọi, ướp với muối, tiêu, đường, và nước mắm. Một số biến thể sử dụng tôm không vỏ, thịt xay, mộc nhĩ, hoặc hành tây.
Quy trình làm bánh như sau:
1. Nhào bột: Trộn bột năng với nước sôi, nhào đến khi bột mịn, mềm, và đàn hồi.
2. Chuẩn bị nhân: Xào tôm và thịt với gia vị cho thấm.
3. Tạo hình bánh:
  - Bánh bột lọc trần: Dẹt bột thành miếng tròn, cho nhân vào giữa, gấp lại và luộc trong nước sôi, sau đó ngâm nước lạnh để giữ độ dai.
  - Bánh bột lọc lá: Đặt bột và nhân vào lá chuối đã chần, gói kín, buộc bằng lạt, rồi hấp khoảng 20 phút.
4. Trình bày: Ăn kèm nước mắm pha invasions ngọt, hành phi, và ớt tươi.

Cách làm bánh đòi hỏi sự khéo léo, thường do các bà nội trợ lành nghề thực hiện.

## Biến thể
Bánh bột lọc có thể được chế biến theo hai cách: hấp hoặc luộc, và có thể được gói bằng lá chuối hoặc không. Khi được gói trong lá chuối, món này được gọi là "bánh bột lọc lá", nghĩa là “bánh bột lọc có lá.” Còn nếu không gói lá chuối, nó được gọi là "bánh bột lọc trần", tức là “bánh bột lọc không có lá, để trần.”
Nhân bánh truyền thống thường là một con tôm nướng để nguyên vỏ cùng với một lát thịt ba chỉ, tuy nhiên theo thời gian, đã có nhiều biến thể khác nhau: thay vì tôm nguyên vỏ thì dùng tôm lột vỏ, có thể bỏ thịt ba chỉ, thay vào đó là thịt heo xay, nấm, và hành phi.
Ngoài bột năng (bột khoai mì) là nguyên liệu chính để làm lớp vỏ trong suốt của bánh, đôi khi người ta còn pha thêm bột bắp hoặc bột gạo để tạo độ dai và trong cho vỏ bánh.

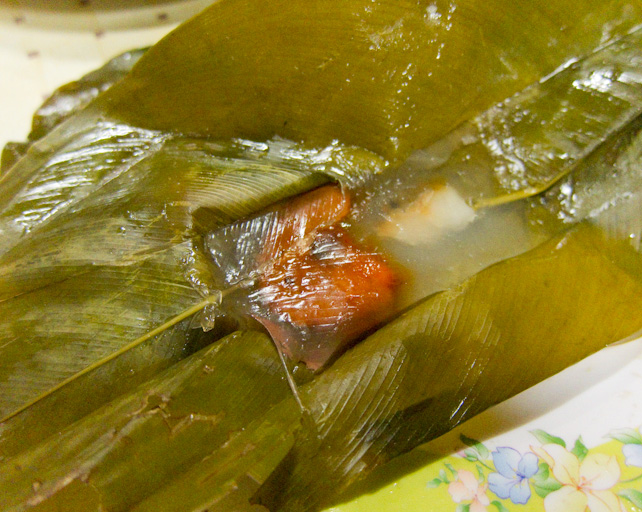
Bánh bột lọc lá – nhân tôm và thịt ba chỉ

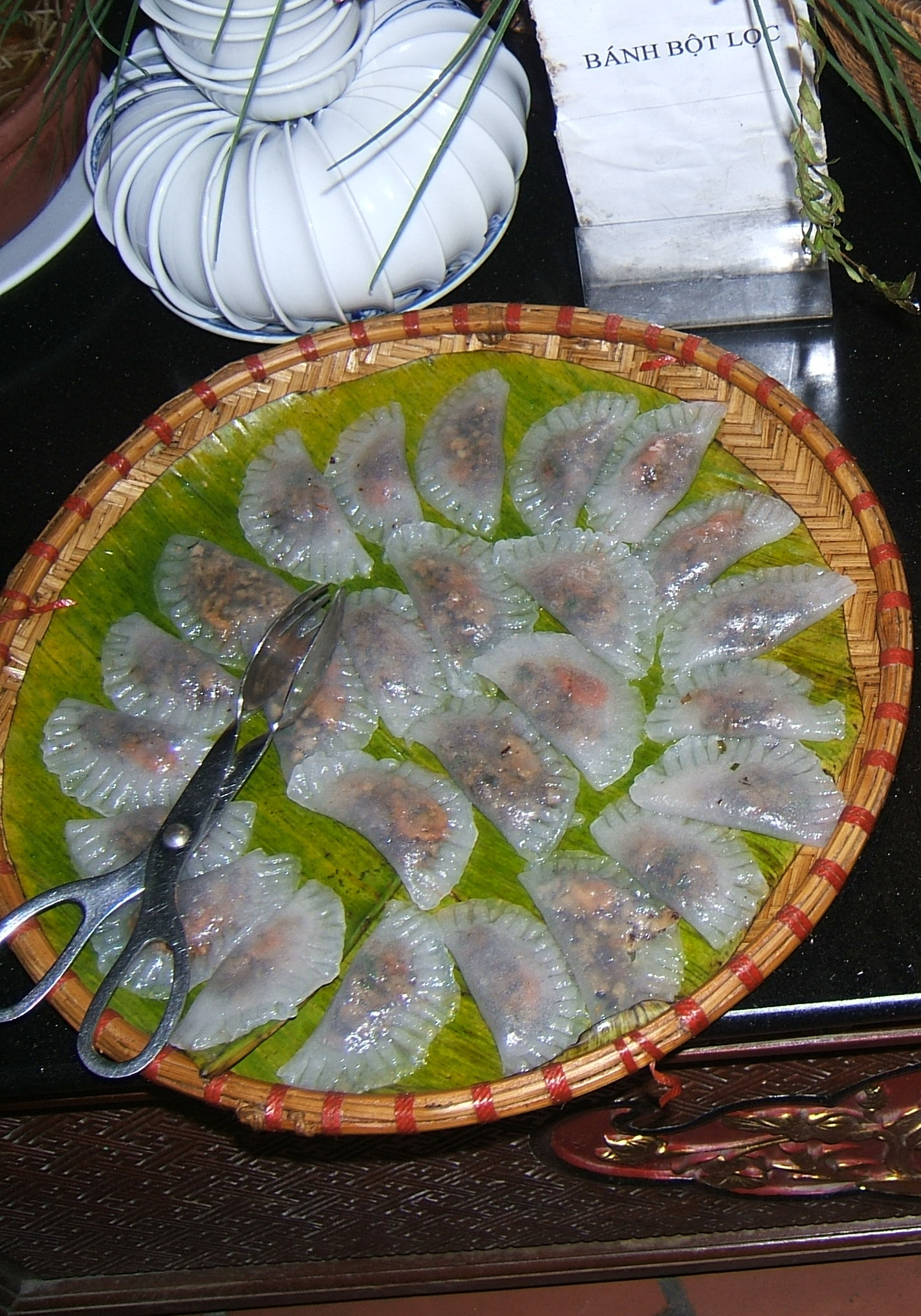
Bánh bột lọc trần – nhân tôm, thịt heo xay và nấm

Bánh bột lọc thay đổi theo từng vùng miền:
- Huế: Chuẩn vị với vỏ mỏng, nhân tôm thịt đầy đặn, thường gói lá chuối.
- Nam Định: Thêm mộc nhĩ vào nhân.
- Quảng Trị: Nổi tiếng với bánh lọc Mỹ Chánh.
- Miền Nam: Dùng bột gạo, hình oval, nhân tôm tươi hoặc thịt xay.

## Ý nghĩa văn hóa
Bánh bột lọc không chỉ là món ăn mà còn mang ý nghĩa tâm linh. Bánh thường xuất hiện trong các dịp lễ, nghi thức cúng tổ tiên, tượng trưng cho lòng biết ơn và cầu mong phước lành.

## Giá trị dinh dưỡng và phổ biến
Bánh bột lọc cung cấp carbohydrate từ bột năng và protein từ tôm, thịt, phù hợp làm món ăn nhẹ. Món này giàu dinh dưỡng nhưng ít calo, thích hợp cho nhiều đối tượng. Bánh phổ biến ở các chợ như Đông Ba (Huế) và các quán ăn vặt khắp Việt Nam.

## Nhận diện quốc tế
Bánh bột lọc được CNN anh danh trong danh sách "35 loại bánh hấp ngon nhất thế giới", khẳng định giá trị ẩm thực Việt Nam trên trường quốc tế.